# Jerzy Pepłowski (podporucznik)

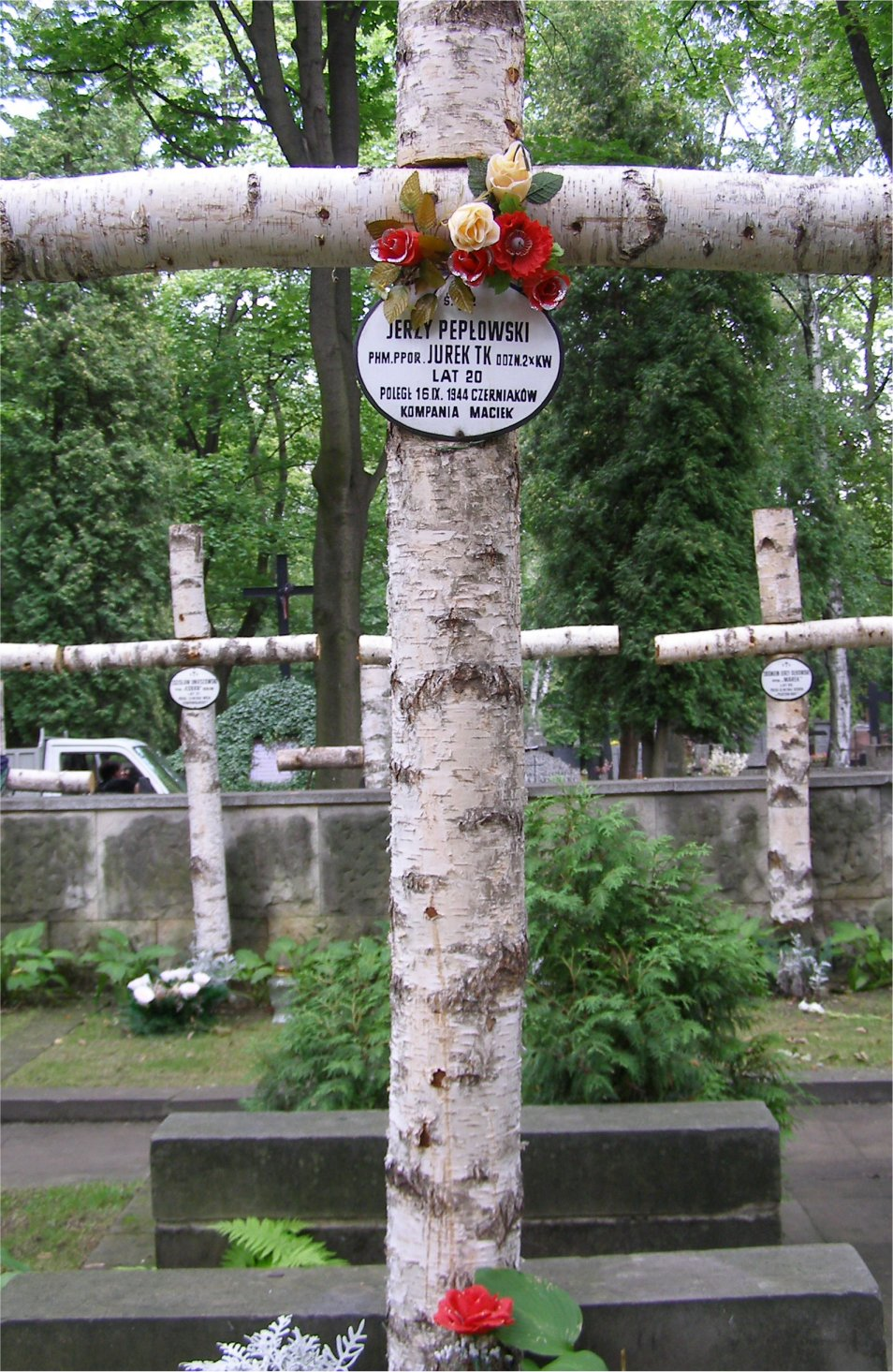
Grób na Powązkach Wojskowych

Jerzy Konstanty Pepłowski, ps. „Jurek TK” (ur. 25 maja 1924 w Warszawie, zm. 16 września 1944 tamże) – harcmistrz, podporucznik Armii Krajowej, powstaniec warszawski.

## Życiorys
Podczas okupacji niemieckiej był drużynowym w Grupach Szturmowych Szarych Szeregów. Brał udział w Akcji pod Arsenałem; należał podczas niej do grupy ubezpieczenia.
Podczas powstania warszawskiego najpierw walczył w Śródmieściu w batalionie „Harnaś”, w kompanii „Grażyna” (poczet dowódcy), zaś od 3 września służył w kompanii „Maciek” batalionu „Zośka”.
Poległ 16 września na Czerniakowie w rejonie ul. Okrąg. Odznaczony dwukrotnie Krzyżem Walecznych. Pochowany na Cmentarzu Wojskowym w kwaterach żołnierzy batalionu „Zośka” (kwatera A20-4-12).